# Leziuni cutanate
Leziunile cutanate reprezintă orice afectare a integrității pielii, fie la nivel superficial, fie în straturile profunde ale acesteia. Acestea pot apărea din diverse cauze, cum ar fi traumatismele mecanice, bolile dermatologice⁠(d), infecțiile sau reacțiile alergice. În funcție de gravitate și de localizare, leziunile cutanate pot varia de la simple iritații până la afecțiuni grave care necesită intervenții medicale.

## Clasificare
Leziunile cutanate pot fi clasificate în două categorii principale:

### Leziuni primare
Acestea sunt leziuni care apar inițial pe pielea sănătoasă și includ:
- Macule: pete plane, de dimensiuni mici, cu o culoare diferită față de pielea normală.
- Papule: proeminențe solide și mici, de obicei de dimensiuni sub 1 cm.
- Plăci: arii ridicate, mai mari și plate.
- Vezicule: formațiuni mici pline cu lichid, adesea transparente.
- Pustule: leziuni umplute cu puroi, semn al unei infecții.

### Leziuni secundare
Apar ca urmare a evoluției leziunilor primare și includ:
- Ulcer⁠(d): pierderea unor straturi de piele, de obicei mai profundă, cu margini neregulate.
- Fisuri: crăpături adânci în piele, adesea dureroase.
- Escoriații: răni superficiale provocate de frecare sau zgârieturi.
- Cruste: acumulări de sânge uscat sau puroi deasupra unei leziuni.

## Cauze
Există multiple cauze care pot duce la apariția leziunilor cutanate, inclusiv:
- Traumatisme mecanice: tăieturi, lovituri, arsuri sau mușcături de insecte.
- Infecții: bacteriene, virale, fungice sau parazitare (ex: impetigo, herpes, micoze).
- Boli dermatologice: psoriazis, dermatite, lupus, etc.
- Reacții alergice: dermatită de contact cauzată de substanțe chimice sau alergeni.
- Afecțiuni autoimune: boli în care sistemul imunitar atacă pielea, ca în cazul lupusului eritematos⁠(d) sau al pemfigusului⁠(d).

## Simptome și diagnostic
Simptomele leziunilor cutanate variază în funcție de tipul de leziune și de cauza acesteia, însă frecvent includ:
- Roșeață
- Umflare
- Durere sau disconfort
- Prurit (mâncărime)
- Scurgeri de lichid sau puroi în cazurile infecțioase.

Pentru diagnostic, medicii dermatologi pot folosi metode precum examenul fizic, biopsia cutanată sau testele de laborator, în funcție de suspiciunea clinică.

## Tratament
Tratamentul leziunilor cutanate depinde de cauza și severitatea acestora. Opțiunile includ:
- Medicamente topice: creme sau unguente cu antibiotice, antifungice, corticosteroizi sau emoliente.
- Antibiotice orale: în cazurile de infecții bacteriene severe.
- Chirurgie: în cazurile de leziuni cutanate profunde sau cancere de piele.
- Măsuri de auto-îngrijire: igienă corespunzătoare, protejarea zonei afectate și aplicarea de pansamente sterile.

## Prevenție
Pentru a preveni apariția leziunilor cutanate, este important să:
- Menținem o igienă corespunzătoare.
- Evităm expunerea prelungită la factori iritanți sau alergeni.
- Folosim protecție solară pentru a evita arsurile.
- Tratăm prompt orice infecție sau iritație a pielii.